# 창쿠조주

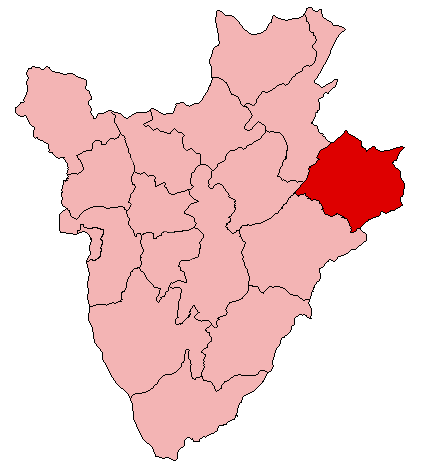
캉쿠조 주의 위치

창쿠조주(룬디어: Cankuzo)는 부룬디 동부에 위치한 주로, 주도는 창쿠조이며 면적은 1,96km2, 인구는 172,477명(1999년 기준)이다. 북쪽과 동쪽, 남동쪽으로는 탄자니아 키고마주와 접해 있고 북쪽으로는 무잉가주, 서쪽으로는 카루지주, 남서쪽으로는 루이기주와 접해 있으며 5개 코뮌(창쿠조, 켄다주루, 기사가라, 키감바, 미시하)을 관할한다.